# Хосе Веласкес
Хосе Веласкес (ісп. José Velásquez, нар. 4 червня 1954, Ліма) — перуанський футболіст, що грав на позиції півзахисника. У складі збірної Перу — переможець чемпіонату Південної Америки.

## Клубна кар'єра
Народився 4 червня 1954 року в місті Ліма. Вихованець футбольної школи клубу «Альянса Ліма». Дорослу футбольну кар'єру розпочав 1971 року в основній команді того ж клубу, в якій провів вісім сезонів. У 1975 році він досяг свого першого успіху в кар'єрі, вигравши чемпіонат Перу. У 1977 та 1978 роках знову став чемпіоном країни.
На початку 1979 року Веласкес став футболістом колумбійського «Індепендьєнте Медельїн», де виступав із своїм співвітчизником Уго Сотілем. Він грав там рік, а в 1980 році приєднався до канадського «Торонто Бліззард», який грав в американській лізі NASL. У 1982 році він повернувся в «Індепендьєнте», а в 1983 році знову виступав за «Альянса Ліму».
Влітку 1984 року Веласкес перейшов у іспанський «Еркулес». Дебютував у Прімірі 12 вересня 1984 року у виїзній грі проти «Реала Сарагоси» (1:0) і загалом провів 12 ігор в іспанській лізі, після чого у 1986 році відправився до Чилі і грав за «Депортес Ікіке».
Після того як у грудні 1987 року під час авіакатастрофи загинув майже весь склад клубу «Альянса Ліма», Веласкес вирішив повернутись до рідної команди, щоб допомогти їй на футбольному полі. Саме там наступного року Веласкес і завершив ігрову кар'єру.

## Виступи за збірну
29 березня 1972 року дебютував в офіційних матчах у складі національної збірної Перу в товариському матчі проти збірної Колумбії, що завершився нічиєю з рахунком 1:1.
1975 року Веласкес взяв участь у переможному для його збірної Кубку Америки, але зіграв на ньому лише в одному матчі проти Чилі (1:1).
Згодом у складі збірної був учасником двох чемпіонатів світу — 1978 року в Аргентині та 1982 року в Іспанії. На обох турнірах був основним гравцем і зіграв у п'яти і трьох іграх відповідно. Також був учасником розіграшів Кубка Америки 1979 та 1983 років і на обох дійшов з командою до півфіналу турніру, здобувши бронзові нагороди.
Свій останній виступ за збірну Веласкес провів у стиковому матчі за право виступити на чемпіонаті світу 1986 року проти збірної Чилі 3 листопада 1985 року. Той матч перуанці програли з рахунком 0:1, через що не змогли вийти у фінальну частину турніру. Загалом протягом кар'єри у національній команді, яка тривала 1 рік, провів у її формі 82 матчі, забивши 12 голів.

## Титули і досягнення
- Чемпіон Перу (3):

«Альянса Ліма»: 1975, 1977, 1978
- Переможець Кубка Америки (1):

Перу: 1975